# Helina mixta
Helina mixta este o specie de muște din genul Helina, familia Muscidae. A fost descrisă pentru prima dată de Johann Andreas Schnabl în anul 1887. Conform Catalogue of Life specia Helina mixta nu are subspecii cunoscute.